# هوگو رودریگز (بازیکن فوتبال، زاده ۱۹۸۹)
هوگو رودریگز (انگلیسی: Hugo Rodríguez؛ زادهٔ ۳۰ دسامبر ۱۹۸۹) بازیکن فوتبال اهل اسپانیا است.
از باشگاه‌هایی که در آن بازی کرده‌است می‌توان به باشگاه فوتبال کادیس اشاره کرد.